# Peixotoa axillaris
Peixotoa axillaris är en tvåhjärtbladig växtart som beskrevs av C. Anderson. Peixotoa axillaris ingår i släktet Peixotoa och familjen Malpighiaceae. Inga underarter finns listade i Catalogue of Life.